# Комуністична партія Ізраїлю
Комуністи́чна па́ртія Ізра́їлю (скорочено МАКІ від га-Мифлаґа га-коммуністіт га-ісраеліт — івр. מק"י, івр. המפלגה הקומוניסטית הישראלית) — політична партія Ізраїлю лівого напрямку.
Партія заснована в березні 1919 року. Спочатку мала назву Соціалістична робітнича партія Палестини, з 1921 року — Комуністична партія Палестини. Після утворення держави Ізраїль в травні 1948 року перейменована на Комуністичну партію Ізраїлю.
З 1924 року входила до Комінтерну. В 1921–1942 роках діяла в підпіллі.

## Сучасність
Комуністична партія в Ізраїлі не має широкої соціальної опори, проте в її рядах були видні політичні діячі: Т. Тубі і Е. Тума — літератори: М. Аві-Шаул, А. Пенн, З. Міхаель, арабський письменник Е. Хабібі, арабський поет М. Дарвиш.
Компартія видавала івритом газети «Коль ha-‘ам» (קול העם, голос народу), їдишем «Дер вег». У 2005 році вона видає єдину в Ізраїлі щоденну газету арабською — «Ал-іттіхад» і тижневик івритом «Зу ха-дерех» (זו הדרך, це шлях).